# Bad Obsession
«Bad Obsession» (en español: «Mala obsesión») es una canción del grupo musical estadounidense Guns N' Roses, siendo incluida como séptima canción del álbum de estudio Use Your Illusion I. A pesar de ser una canción de hard rock, la canción contiene una melodía de armónica, lo que le acerca a un estilo más de rock and roll. La canción contiene contenido explícito. En el Live in Tokio, Axl presenta la canción como escrita por West Arkeen y "alguien más que no recuerdo", en clara alusión a Izzy Stradlin y a la molestia que sentía por su partida de la banda.

## Composición
Fue escrita por Izzy Stradlin y West Arkeen. La canción habla sobre el consumo de drogas.